# Asteia caesia
Asteia caesia är en tvåvingeart som beskrevs av Lyneborg 1969. Asteia caesia ingår i släktet Asteia och familjen smalvingeflugor.
Artens utbredningsområde är Spanien. Inga underarter finns listade i Catalogue of Life.